# Альфа Райской Птицы
Альфа Райской Птицы (α Райской Птицы / лат. Alpha Apus / α Apus) — ярчайшая звезда в созвездии Райской Птицы.

## Звезда
Звезда является оранжевым гигантом, имеет спектральный класс К и видимую звёздную величину примерно 3,825. Располагается примерно в 410 световых годах от Земли. При рождении имела массу в 4-5 солнечных масс. Ожидается, что со временем превратится в белого карлика с массой около 0,8 солнечной.